# 1960 en hockey sur glace
Cette page présente les éléments de hockey sur glace de l'année 1960, que ce soit d'un point de vue rencontres internationales ou championnats nationaux. Les grandes dates des différentes compétitions sont données ainsi que les décès de personnalités du hockey dans le monde.

## Europe

### Compétitions internationales
- L'ACBB remporte la coupe Spengler pour la deuxième fois.

## International

### Jeux Olympiques
À Squaw Valley, première victoire olympique pour les États-Unis. L'équipe soviétique n'est que troisième, ne réussissant pas à s'adapter à la taille des patinoires nord-américaines.

## Autres Évènements

### Décès
- 12 avril : décès d'Andy Bellemer à l'âge de 56 ans, il disputa 16 rencontres en LNH avec les Maroons de Montréal.
- 17 octobre : décès de Georges « Buck » Boucher, joueur puis entraîneur qui remporta quatre Coupe Stanley avec les Sénateurs d'Ottawa. Il fut intronisé au Temple de la renommée du hockey trois semaines avant sa mort.